# سیارک ۱۵۸۷۰
سیارک ۱۵۸۷۰ (به انگلیسی: 15870 Oburka، نامگذاری:1996QD) پانزده هزار و هشتصد و هفتادمین سیارک کشف شده‌است که در ۱۶ اوت ۱۹۹۶ کشف شد.
قدر مطلق سیارک برابر ۱۴٫۵۰ است.